# Carterornis
A Carterornis a madarak osztályának verébalakúak (Passeriformes) rendjébe és a császárlégykapó-félék (Monarchidae) családjába tartozó nem.

## Rendszerezésük
A nemet Gregory Mathews ausztrál ornitológus írta le 1827-ben, az alábbi fajok tartoznak ide:
- Carterornis chrysomela
- Carterornis leucotis
- Carterornis pileatus